# Гули (Барский район)
Гули́ (укр. Гулі) — село на Украине, находится в Жмеринском районе Винницкой области.
Код КОАТУУ — 0520281401. Население по переписи 2001 года составляет 704 человека. Почтовый индекс — 23042. Телефонный код — 4341.
Занимает площадь 2,65 км².
В селе действует храм Воздвижения Креста Господнего Барского благочиния Винницкой и Барской епархии Украинской православной церкви.
До 17 июля 2020 года находилось в Барском районе Винницкой области.